# Памятник узникам шталага № 324
Памятник узникам шталага № 324 — памятник в микрорайоне Фолюш города Гродно.

## История
В районе памятника во времена Великой Отечественной войны существовал нацистский концентрационный лагерь (нем. Stalag 324). Здесь похоронено более 14 000 советских граждан, которые были расстреляны или замучены в лагере в период с 1941 по 1942 годы.

## Памятник
В советское время на территории бывшего лагеря, где был образован военный городок и расположена 6-я гвардейская отдельная механизированная бригада, поставлен памятник, который имеет форму стелы и выложен бетонными плитами. Также, некоторые надгробные памятники на месте захоронений были поставлены и в постсоветское время.